# Đường chim bay
Đường chim bay là từ ngữ để chỉ khoảng cách ngắn nhất giữa hai điểm trên Trái Đất theo trắc địa trên mặt một hình cầu. Nói cách khác, đường chim bay là cách di chuyển theo hình một đường thẳng, tránh những đoạn gấp khúc mà làm cho đoạn đường đi dài hơn do vị trị trí địa lý. Khoảng cách đường chim bay hiểu một cách đơn giản là khoảng cách ngắn nhất giữa hai điểm A và B giả sử giữa A và B không có vật cản. Tên gọi khoảng cách đường chim bay xuất phát từ ý tưởng "con chim bay một mạch từ A đến B mà không phải rẽ vòng vào bất kì chỗ nào".
Lấy đường sắt Bắc Nam làm thí dụ thì từ thành phố Hồ Chí Minh ra Hà Nội là 1726 km nhưng tính đường chim bay chỉ có 1140 km.